# 米团花
米团花（学名：[Leucosceptrum canum] 错误：{{Lang}}：文本有斜体标记（帮助））为唇形科米团花属下的一个种。